# 帕特里克·格兰特 (英属印度陆军军官)

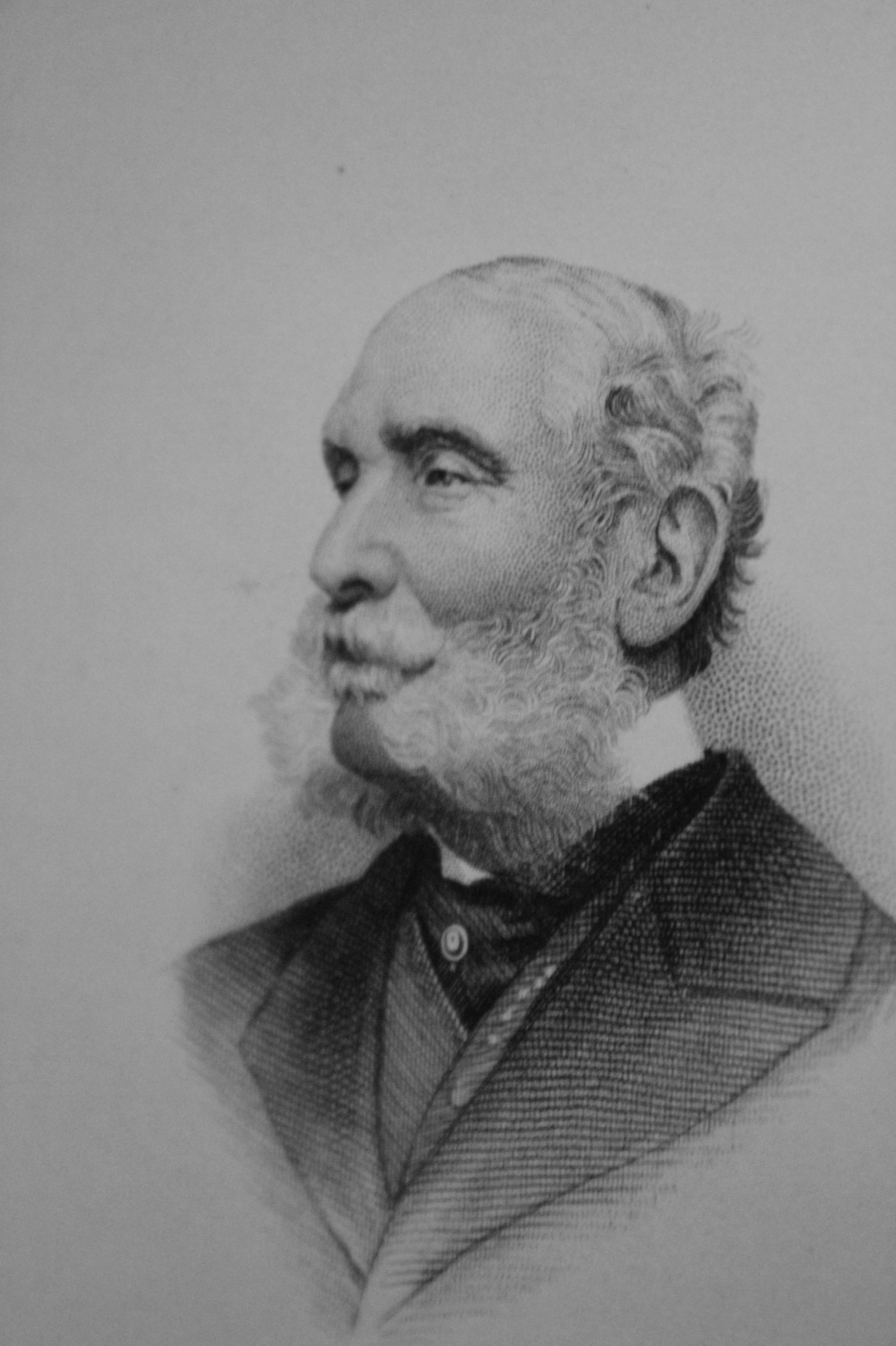
帕特里克·格兰特爵士

帕特里克·格兰特爵士，GCB GCMG（1804年9月11日—1895年3月28日）是一位英属印度陆军高级军官、英國陆军元帅。他参加了瓜廖尔战役期间的马哈拉杰普尔之战，第一次英国锡克战争期间的穆德基战役、费罗泽沙战役和索布伦战役，以及第二次英国锡克战争期间的奇连瓦拉战役和古吉拉特战役。在印度民族起义期间，作为驻印英军代理总司令，他负责组织英军的抵抗行动，并派遣亨利·哈夫洛克和詹姆斯·奥特拉姆率领的部队去援救坎普尔和勒克瑙。在印度服役后，他成为马耳他总督。

## 军旅生涯
帕特里克·格兰特是服役于第97（奥斯特伯爵）步兵团的约翰·格兰特少校和安娜·特拉波·格兰特的次子。帕特里克·格兰特于1820年7月16日以少尉身份加入英属孟加拉军队，并于1823年7月11日晋升中尉。1832年5月14日，格兰特晋升上尉。1834年，他在阿瓦德的一个步兵旅中担任少校，并于1836年负责组建哈里亚纳轻步兵团。1838年，格兰特成为孟加拉管辖区副官部的第二助理。
1843年12月，在瓜廖尔战役期间，格兰特在郭富爵士手下担任助理副官，并随军参加了马哈拉杰普尔战役。1844年4月30日，格兰特获荣誉少校衔。1845年12月，格兰特担任陆军代理副官，并在战斗中两次受伤。此外，格兰特还参加了第一次英国锡克战争期间的索布伦战役。他于1846年3月成为孟加拉军队的代理副司令，并于1846年4月3日晋升为名誉中校。

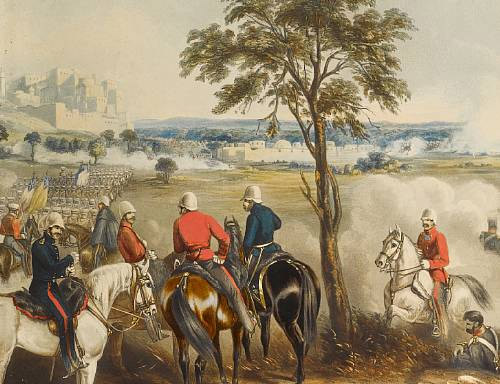
格兰特在第二次英国-锡克战争期间参加了古杰拉特战役

随孟加拉军队驻扎期间，格兰特在第二次英国锡克战争期间参加了1849年1月的奇连瓦拉战役和同年2月的古吉拉特战役。1850年，他在查尔斯·纳皮尔爵士（Sir Charles Napier）的领导下参与了针对科哈特（Kohat）普什图部落的行动。战后，格兰特凭借战功被任命为女王的侍从官，并于1850年8月2日晋升为名誉上校。1854年11月28日，格兰特进一步晋升为名誉少将。1856年1月25日，格兰特代中将军衔成为马德拉斯驻军的总司令。
1857年5月，乔治·安森（George Anson）将军在抗击叛乱的途中死于霍乱，作为印度驻军高级指挥官的格兰特被召集到加尔各答，担任驻印英军代理总司令。格兰特很快就来到加尔各答指挥镇压叛乱的行动，并派遣亨利·哈夫洛克和詹姆斯·奥特拉姆率领部队去援救坎普尔和勒克瑙。尽管印度总督坎宁勋爵已建议格兰特继任总司令一职，但科林·坎贝尔爵士早已被提名为安森的继任者。因此，在1857年8月坎贝尔从英国抵达后，格兰特再次返回原驻地指挥马德拉斯驻军。
格兰特于1861年1月返回英国，并于1861年11月14日正式晋升上校。1862年10月24日，格兰特的中将军衔得到正式确认。1864年2月，他被任命为皇家委员会的成员，该委员会旨在研究战利品利益最大化。格兰特于1867年成为马耳他总督，并于1870年11月19日晋升上将。

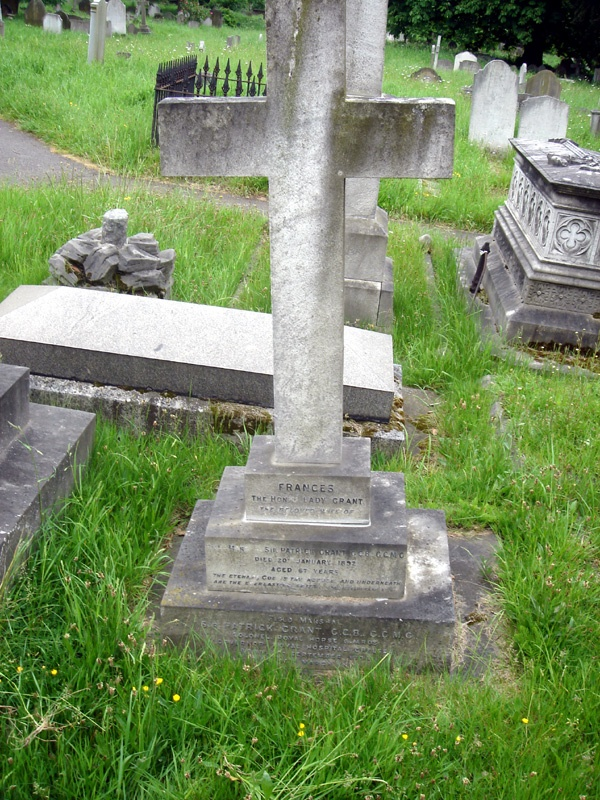
陆军元帅帕特里克·格兰特爵士在伦敦布朗普顿公墓的安息地

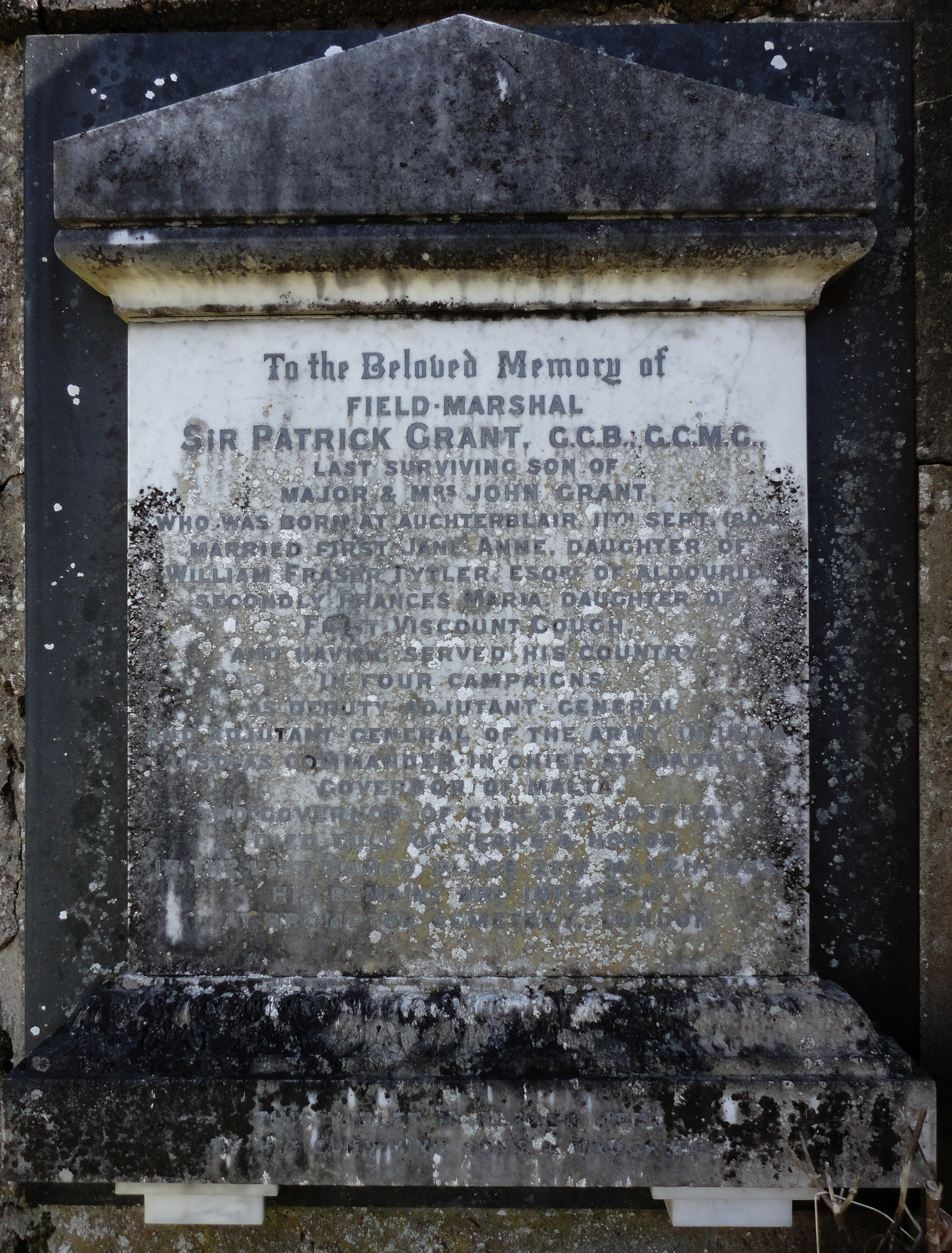
杜蒂尔老教区教堂中的格兰特爵士纪念碑

除实际担任的军职外，格兰特还是第104步兵团和第78（高地人）步兵团的名誉上校。之后，格兰特还成为了皇家骑兵卫队的荣誉上校。1877年10月1日，格兰特退出现役，并于1883年6月24日晋升为陆军元帅。
从1874年2月开始直到其去世，格兰特一直担任切尔西皇家医院的院长。去世后，格兰特被安葬在伦敦的布朗普顿公墓。在因弗内斯郡的杜蒂尔老教区教堂可以找到格兰特的纪念牌匾，该教堂所在的村庄如今成为格兰特家族的集会中心。

## 荣誉
格兰特获得的荣誉包括：
- 巴斯骑士大十字勋章
- 圣米迦勒和圣乔治骑士大十字勋章

## 家庭
1832年，格兰特与简·安妮·弗雷泽-泰特勒（Jane Anne Fraser-Tytler）结婚；夫妻有两个孩子，亚历山大·查尔斯·格兰特（Alexander Charles Grant）和奥尔杜里·帕特里克·格兰特（Aldourie Patrick Grant）。在他的第一任妻子去世后，格兰特于1844年与陆军元帅郭富的女儿弗朗西斯·玛丽亚·郭富（Frances Maria Gough）结婚：夫妻育有五个孩子（四个儿子和一个女儿）。

## 引注
1. 1 2 3 4  . Oxford Dictionary of National Biography.   [2013-11-17].
2. 1 2 3  Heathcote, p. 150
3. ↑  . London Gazette. 1844-04-30.
4. ↑  . London Gazette. 1846-04-03.
5. 1 2 3 4 5 6  Heathcote, p. 151
6. ↑  . London Gazette. 1850-08-02.
7. ↑  . London Gazette. 1855-02-06.
8. ↑  . London Gazette. 1856-01-25.
9. ↑  . London Gazette. 1862-02-11.
10. ↑  . London Gazette. 1863-03-06.
11. ↑  . London Gazette. 1864-02-05.
12. ↑  . London Gazette. 1870-11-29.
13. ↑  . London Gazette. 1862-11-04.
14. ↑  . London Gazette. 1863-11-13.
15. ↑  . London Gazette. 1885-12-04.
16. ↑  . London Gazette. 1877-10-02.
17. ↑  . London Gazette. 1883-10-23.
18. ↑  . London Gazette. 1874-03-13.
19. ↑  . London Gazette. 1895-04-23.
20. ↑  . Carrbridge.   [2015-04-08]. （原始内容存档于2017-05-03）.
21. ↑  . Oxford Dictionary of National Biography.   [2013-11-17].